# Matteo Zhen Xuebin
Matteo Zhen Xuebin (Changzhi, 10 maggio 1970) è un vescovo cattolico cinese, dal 28 agosto 2024 vescovo coadiutore di Pechino.

## Biografia
Dopo aver studiato presso il Seminario Filosofico e teologico di Pechino, dal 1993 al 1997 Matteo Zhen Xuebin frequentò la St. John's University di New York, ottenendo la Licenza in Liturgia. Fu ordinato sacerdote il 25 giugno 1998 e incardinato nell'Arcidiocesi di Pechino. Successivamente, è divenuto vicerettore del seminario locale per poi assumere nel 2007 l'incarico di cancelliere diocesano.
Il 28 agosto 2024, papa Francesco lo ha nominato arcivescovo coadiutore di Pechino. Ha ricevuto l'ordinazione episcopale il 25 ottobre 2024 a Beitang, nella cattedrale del Salvatore, la cosiddetta "chiesa del Nord" nel Distretto di Xicheng, avendo come consacrante principale l'arcivescovo metropolita di Pechino Mons. Joseph Li Shan. I co-consacranti sono stati altri quattro vescovi cinesi: Pietro Ding Lingbin, vescovo di Lu'an (diocesi natale del nuovo vescovo ordinato), Giuseppe Guo Jincai (Diocesi di Chengde), Giovanni Battista Li Suguang (Arcidiocesi di Nanchang) e Antonio Yao Shun (Diocesi di Jining). Alla cerimonia hanno partecipato anche 140 sacerdoti di cui 80 provenienti dalla Diocesi di Pechino.
La Santa Sede non ha fornito motivazioni ufficiali circa il suo diritto di successione nella cattedra arcivescovile, nonostante il fatto che l'arcivescovo in carica abbia solo 59 anni di età, di cinque anni più grande del coadiutore, che solitamente collabora con presuli molto anziani o malati e in vista di un passaggio di consegne imminente. Secondo alcune fonti, sarebbe stato Mons. Li Shang a chiedere la nomina di un coadiutore.

## Genealogia episcopale
La genealogia episcopale è:
- Cardinale Scipione Rebiba
- Cardinale Giulio Antonio Santori
- Cardinale Girolamo Bernerio, O.P.
- Arcivescovo Galeazzo Sanvitale
- Cardinale Ludovico Ludovisi
- Cardinale Luigi Caetani
- Cardinale Ulderico Carpegna
- Cardinale Paluzzo Paluzzi Altieri degli Albertoni
- Papa Benedetto XIII
- Papa Benedetto XIV
- Papa Clemente XIII
- Cardinale Marcantonio Colonna
- Cardinale Giacinto Sigismondo Gerdil, B.
- Cardinale Giulio Maria della Somaglia
- Cardinale Carlo Odescalchi, S.I.
- Cardinale Costantino Patrizi Naro
- Cardinale Serafino Vannutelli
- Cardinale Domenico Serafini, Cong. Subl. O.S.B.
- Cardinale Pietro Fumasoni Biondi
- Cardinale Antonio Riberi
- Arcivescovo Ignatius P’i-Shu-Shih
- Vescovo Thomas Zhao Fengwu
- Vescovo John Fang Xing-yao
- Arcivescovo Joseph Li Shan
- Vescovo Matteo Zhen Xuebin